# レミントン (企業)
株式会社レミントン（英称：Lemington Co., Ltd.）は、神奈川県横浜市鶴見区に本社を置く通信販売企業である。

## 概要
健康食品、健康器具の通信販売を行っており、本社は神奈川県横浜市鶴見区に所在する。ブランドステートメントは「元気実感」。財団法人日本健康・栄養食品協会の会員。プライバシーマーク取得企業。横浜F・マリノスのオフィシャルスポンサー。

## 主な製品
- 遠赤足うらシート一体型（ビサ入り足うらシート）
- ワンダーパワーG
- 遠赤指圧半ソックス
- 低分子魚のコラーゲン源末
- 熟成酵素ノニ

## 主な医療機器製品
- ビサ入り足うらシート医療用
- セラミックバン
- 温熱治療器S-501 メディヒート

## 沿革
- 1992年8月：鶴見区上末吉にて創業[1]。
- 1993年2月：通信販売業を開始。
- 2010年5月：鶴見区下末吉1-1-31へ移転。

### 通販サイト
- レミントンショップ